# Jaume Doménech Sánchez
Jaume Doménech Sánchez (Almenara, 5 novembre 1990) è un calciatore spagnolo, portiere svincolato.

## Carriera

### Club
Nato ad Almenara, Comunità Valenciana, Doménech inizia la sua carriera nelle giovanili del suo paese natale, prima di approdare nelle squadre riserve del Villarreal. Il 27 maggio 2012 siede per la prima volta in panchina in un match di Segunda División, perso per 6-2 in casa del Cartagena. Durante la sessione estiva viene ceduto in prestito al CD El Palo, con il quale disputa 12 presenze in Tercera División.
Il 19 gennaio 2013 si trasferisce all'Huracán Valencia, in Segunda División B, dove però disputa soltanto 2 presenze in campionato, di cui una da titolare.
Il 12 luglio 2013 viene acquistato a titolo definitivo dal Valencia. Viene incluso nella rosa della prima squadra, con la quale colleziona 16 presenze in panchina durante la stagione 2013-2014 tra Liga ed Europa League, mentre è titolare indiscusso della squadra riserve, con la quale totalizza 29 presenze nella Segunda División B 2013-2014. Nella stagione successiva continua a giocare con il Valencia Mestalla, collezionando 26 presenze stagionali.
Per la stagione 2015-2016, il tecnico Nuno Espírito Santo lo riconferma nella rosa della prima squadra. Complici gli infortuni di Diego Alves e Mathew Ryan, Doménech diventa primo portiere della squadra. Il 12 settembre 2015 debutta nella Liga, nella vittoria esterna (0-1) contro lo Sporting Gijón, riuscendo quindi a tenere la porta inviolata. Il giorno seguente il club annuncia il prolungamento del suo contratto fino al 2018. Il 16 settembre esordisce anche in Champions League, nella sconfitta interna (2-3), contro lo Zenit San Pietroburgo. Dopo il rientro di Diego Alves viene nuovamente relegato in panchina: lo stesso avviene nelle stagioni successive, in seguito all'acquisto di Neto dalla Juventus. Il 12 gennaio 2017 indossa per la prima volta la fascia da capitano, in occasione degli ottavi di finale di Coppa del Re contro il Celta Vigo (2-1). È proprio la Coppa del Re la competizione nella quale il portiere spagnolo trova maggiore spazio, in particolare durante la stagione 2018-2019. In questa edizione della coppa nazionale il Valencia trionfa nella finale di Siviglia contro il Barcellona (1-2). Doménech disputa tutti i 90 minuti dell'incontro e vince quindi il primo trofeo della sua carriera.
Durante la stagione successiva il portiere spagnolo diventa ufficialmente il vice-capitano del club e torna ad essere primo portiere, a causa dell'infortunio del neoacquisto Jasper Cillessen. Per questo motivo, il 14 novembre 2019 il Valencia definisce e annuncia il prolungamento del contratto del calciatore fino al 30 giugno 2023, aggiungendo una clausola rescissoria di 50 milioni di euro.

## Statistiche

### Presenze e reti nei club
Statistiche aggiornate al 14 marzo 2024.
| Stagione                 | Squadra                  | Campionato               | Campionato | Campionato | Coppe nazionali | Coppe nazionali | Coppe nazionali | Coppe continentali | Coppe continentali | Coppe continentali | Altre coppe | Altre coppe | Altre coppe | Totale | Totale |
| Stagione                 | Squadra                  | Comp                     | Pres       | Reti       | Comp            | Pres            | Reti            | Comp               | Pres               | Reti               | Comp        | Pres        | Reti        | Pres   | Reti   |
| ------------------------ | ------------------------ | ------------------------ | ---------- | ---------- | --------------- | --------------- | --------------- | ------------------ | ------------------ | ------------------ | ----------- | ----------- | ----------- | ------ | ------ |
| 2009-2010                | CD Onda                  | TD                       | 33         | -52        | -               | -               | -               | -                  | -                  | -                  | -           | -           | -           | 33     | -52    |
| 2010-2011                | Villarreal C             | TD                       | 0          | 0          | -               | -               | -               | -                  | -                  | -                  | -           | -           | -           | 0      | 0      |
| 2011-2012                | Villarreal C             | TD                       | 15         | -25        | -               | -               | -               | -                  | -                  | -                  | -           | -           | -           | 15     | -25    |
| Totale Villarreal C      | Totale Villarreal C      | Totale Villarreal C      | 15         | -25        |                 | -               | -               |                    | -                  | -                  |             | -           | -           | 15     | -25    |
| mag. 2012                | Villarreal B             | SD                       | 0          | 0          | -               | -               | -               | -                  | -                  | -                  | -           | -           | -           | 0      | 0      |
| 2012-gen. 2013           | CD El Palo               | TD                       | 12         | -10        | -               | -               | -               | -                  | -                  | -                  | -           | -           | -           | 12     | -10    |
| gen.-lug. 2013           | Huracán Valencia         | SDB                      | 2          | -1         | -               | -               | -               | -                  | -                  | -                  | -           | -           | -           | 2      | -1     |
| 2013-2014                | Valencia Mestalla        | SDB                      | 27+2       | -36        | -               | -               | -               | -                  | -                  | -                  | -           | -           | -           | 29     | -36    |
| 2014-2015                | Valencia Mestalla        | SDB                      | 26         | -30        | -               | -               | -               | -                  | -                  | -                  | -           | -           | -           | 26     | -30    |
| Totale Valencia Mestalla | Totale Valencia Mestalla | Totale Valencia Mestalla | 53+2       | -66        |                 | -               | -               |                    | -                  | -                  |             | -           | -           | 55     | -66    |
| 2015-2016                | Valencia                 | PD                       | 17         | -18        | CR              | 1               | -1              | UCL+UEL            | 6+0                | -9                 | -           | -           | -           | 24     | -28    |
| 2016-2017                | Valencia                 | PD                       | 3          | -4         | CR              | 4               | -8              | -                  | -                  | -                  | -           | -           | -           | 7      | -12    |
| 2017-2018                | Valencia                 | PD                       | 5          | -5         | CR              | 8               | -8              | -                  | -                  | -                  | -           | -           | -           | 13     | -13    |
| 2018-2019                | Valencia                 | PD                       | 4          | -1         | CR              | 9               | -8              | UCL+UEL            | 1+0                | -1                 | -           | -           | -           | 14     | -10    |
| 2019-2020                | Valencia                 | PD                       | 15         | -23        | CR              | 3               | -2              | UCL                | 2                  | -4                 | SS          | 1           | -3          | 21     | -32    |
| 2020-2021                | Valencia                 | PD                       | 28         | -42        | CR              | -               | -               | -                  | -                  | -                  | -           | -           | -           | 28     | -42    |
| 2021-2022                | Valencia                 | PD                       | 4          | -4         | CR              | 5               | -3              | -                  | -                  | -                  | -           | -           | -           | 9      | -7     |
| 2022-2023                | Valencia                 | PD                       | 0          | 0          | CR              | 0               | 0               | -                  | -                  | -                  | -           | -           | -           | 0      | 0      |
| 2023-2024                | Valencia                 | PD                       | 0          | 0          | CR              | 4               | -4              | -                  | -                  | -                  | -           | -           | -           | 4      | -4     |
| Totale Valencia          | Totale Valencia          | Totale Valencia          | 76         | -97        |                 | 33              | -34             |                    | 9                  | -14                |             | 1           | -3          | 111    | -141   |
| Totale carriera          | Totale carriera          | Totale carriera          | 193        | -251       |                 | 31              | -30             |                    | 9                  | -14                |             | 1           | -3          | 237    | -302   |

## Palmarès

### Club

#### Competizioni nazionali
- Coppa di Spagna: 1

Valencia: 2018-2019